# Ilia (Hunedoara)
Ilia é uma comuna romena localizada no distrito de Hunedoara, na região histórica da Transilvânia. A comuna possui uma área de 91.38 km² e sua população era de 3789 habitantes segundo o censo de 2007.